# كولن تومسون
كولن تومسون (بالإنجليزية: Colin Thompson)‏ هو كاتب خيال علمي وكاتب بريطاني، ولد في 18 أكتوبر 1942 في إيلنغ في المملكة المتحدة.